# Liste der Naturdenkmale in Epfendorf
| Naturdenkmale | Anzahl |
| ------------- | ------ |
| FND           | 3      |
| END           | 2      |
| Gesamt        | 5      |

Die Liste der Naturdenkmale in Epfendorf nennt die verordneten Naturdenkmale (ND) der im baden-württembergischen Landkreis Rottweil liegenden Gemeinde Epfendorf. In Epfendorf gibt es insgesamt fünf als Naturdenkmal geschützte Objekte, davon drei flächenhafte Naturdenkmale (FND) und zwei Einzelgebilde-Naturdenkmale (END).
Stand: 31. Oktober 2016.

## Flächenhafte Naturdenkmale (FND)
| Name                     | Bild | Kennung     | Einzelheiten | Position | Fläche Hektar | Datum         |
| ------------------------ | ---- | ----------- | ------------ | -------- | ------------- | ------------- |
| Egelsee                  | BW   | 83250150001 | Epfendorf    | ⊙        | 2,8           | 9. Apr. 1981  |
| Höhinger Halde           | BW   | 83250150002 | Epfendorf    | ⊙        | 4,2           | 8. März 1983  |
| Käppeleshalde            | BW   | 83250150003 | Epfendorf    | ⊙        | 1,7           | 22. Aug. 1990 |
| Legende für Naturdenkmal |      |             |              |          |               |               |

## Einzelgebilde (END)
| Name                     | Bild | Kennung     | Einzelheiten | Position | Fläche Hektar | Datum         |
| ------------------------ | ---- | ----------- | ------------ | -------- | ------------- | ------------- |
| Friedenslinde            | BW   | 83250150118 | Epfendorf    | ⊙        | 0,0           | 21. Okt. 1950 |
| 1 Linde                  | BW   | 83250150116 | Epfendorf    | ⊙        | 0,0           | 21. Okt. 1950 |
| Legende für Naturdenkmal |      |             |              |          |               |               |